# Crush (bài hát của David Archuleta)
Crush là đĩa đơn đầu tay của á quân American Idol mùa thứ 7 David Archuleta. Bài hát này được ghi âm và phát hành trong album cùng tên của David Archuleta vào ngày 11 tháng 11 năm 2008. Đĩa đơn được sản xuất bởi nhà sản xuất và đồng nhạc sĩ của bài hát Emanuel Kiriakou, và được viết bởi các nhạc sĩ Jess Cates và Dave Hodges. Bài hát được chính thức phát hành thương mại từ ngày 12 tháng 8 năm 2008, nhưng trước đó đã được đài phát thanh Z100 phát sóng vào ngày 1 tháng 8 tại thành phố New York.

## Video
Video của ca khúc được đạo diễn bởi Declan Whitebloom. Video này chính thức được thành trên iTunes vào ngày 16 tháng 9 năm 2008.
Trong video của ca khúc, David Archuleta đã biểu diễn hai loại nhạc cụ là đàn ghita (cảnh ở trong cabin) và piano (lúc ở bên hồ). Nội dung của video xoay quanh chuyến nghỉ hè của David cùng các bạn, trong đó có một cô gái mà anh chú ý nhưng anh không biểu lộ cảm xúc thật của mình. Cảnh cuối cùng của video là David đi ra ban công ngoài hiên cabin và cô gái đó cũng bước ra theo anh để chia sẻ những cảm xúc hai người cùng có.

## Xếp hạng
Ca khúc "Crush" đã gây kinh ngạc khi nhảy thẳng vào vị trí thứ 2 trên Billboard Hot 100 với 166.000 bản được bán ngay trong tuần đầu tiên. Đây là đĩa đơn đầu tay của một ca sĩ mới có thành tích xếp hạng ấn tượng nhất trong năm 2008. Trước đó thành tích này thuộc về David Cook, quán quân của cuộc thi American Idol với vị trí thứ 3 trên Billboard, mặc dù về doanh số bán ra trong tuần đầu tiên thì David Cook vẫn nhiều hơn 70.000 bản. Đây cũng là lần thứ hai trong lịch sử của cuộc thi American Idol, đĩa đơn của một á quân lại vượt mặt người chiến thắng (lần đầu tiên là đĩa đơn của Clay Aiken vượt mặt Ruben Studdard, mùa thứ hai của American Idol). Số đĩa đơn bán được của Crush trong tuần đầu tiên cũng cao hơn so với ca khúc thuộc album đầu tiên của David Cook là "Light On", bán được 109.035 bản trong tuần đầu.
Trên Pop 100, Crush xuất hiện với vị trí thứ 93 rồi nhanh chóng lên xếp thứ 12. Bài hát này cũng xếp hạng 7 tại Canada cùng trong tuần đó. Ca khúc này đã bán được 1,5 triệu bản riêng tại Hoa Kỳ.

### Các xếp hạng cụ thể
| Bảng xếp hạng (2008)      | Thành tích cao nhất |
| ------------------------- | ------------------- |
| Billboard Hoa Kỳ Hot 100  | 2                   |
| Canada Hot 100            | 7                   |
| Top 50 đĩa đơn Bồ Đào Nha | 49                  |
| Top 40 đĩa đơn thế giới   | 16                  |
| Top 60 đĩa đơn Thụy Điển  | 36                  |

## Lịch sử phát hành
| Đất nước | Ngày phát hành      |
| -------- | ------------------- |
| Hoa Kỳ   | 12 tháng 8 năm 2008 |
| Anh Quốc | 23 tháng 2 năm 2009 |